# Batman (film din 2022)
The Batman este un film american cu supereroi din 2022, bazat pe personajul DC Comics Batman. Produs de Warner Bros. Pictures, DC Films⁠(d), 6th & Idaho și Dylan Clark Productions și distribuit de Warner Bros. Pictures, este o repornire a francizei de film Batman. Filmul a fost regizat de Matt Reeves⁠(d), care a scris scenariul împreună cu Peter Craig⁠(d). Filmul îl distribuie pe Robert Pattinson în rolul lui Bruce Wayne/Batman alături de Zoë Kravitz⁠(d), Paul Dano, Jeffrey Wright, John Turturro, Peter Sarsgaard, Andy Serkis și Colin Farrell. Filmul îl prezintă pe Batman, care lupta de doi ani împotriva infracționalității în Gotham City⁠(d), cum descoperă un scandal de corupție în timp ce îl urmărește pe Riddler⁠(d) (Paul Dano), un criminal în serie care vizează elita coruptă din Gotham.
Pre-producția a început după ce Ben Affleck a fost distribuit ca Batman în DC Extended Universe⁠(d) (DCEU) în 2013. Affleck a semnat pentru a regiza, produce, scrie scenariul alături de alții, dar și interpreta rolul principal din Batman, dar a avut rezerve cu privire la proiect și a renunțat. Reeves a preluat inițiativa și a rescris scenariul, eliminând conexiunile cu DCEU. El a căutat să exploreze partea polițistă a lui Batman mai mult decât filmele anterioare, inspirându-se din filmele lui Alfred Hitchcock și din era Noului Hollywood și din benzi desenate precum „ Year One⁠(d) ” (1987), The Long Halloween⁠(d) (1996–97) și Ego ( 2000). Pattinson a mers la casting în mai 2019, având o audiție suplimentară la sfârșitul lui 2019. Filmările au început în Regatul Unit în ianuarie 2020, dar au fost oprite în martie de pandemia de COVID-19. S-au reluat mai târziu în cursul anului și s-au încheiat la Chicago în martie 2021.
După ce pandemia de COVID-19 a cauzat două întârzieri pentru data lansării inițiale din iunie 2021, Batman a avut premiera la Lincoln Center din Manhattan pe 1 martie 2022 și a fost lansat în cinematografe pe 4 martie. Filmul a fost un succes comercial, încasând 771 de milioane dolari față de bugetul de 185–200 de milioane de dolari, făcându-l al șaptelea film cu cele mai mari încasări din 2022 și primind recenzii pozitive din partea criticilor. Filmul a fost nominalizat la trei premii la cea de-a 95-a ediție a Premiilor Academiei și a primit numeroase alte premii. Batman este destinat să lanseze un univers comun al lui Batman, cu două continuări planificate și trei seriale de televiziune derivate în dezvoltare pentru HBO Max, care includ The Penguin cu Farrell în rolul principal. Prima continuare, intitulată The Batman – Part II, va fi lansată pe 3 octombrie 2025.

## Recepție

### Recenzii critice
Pe agregatorul de recenzii Rotten Tomatoes, Batman are un rating de aprobare de 85% pe baza a 510 recenzii, cu un rating mediu de 7.7/10. Consensul critic al site-ului spune: „Un super-noir plin de tristețe, curajos și captivant, Batman se numără printre cele mai sumbre – și cele mai palpitant de ambițioase – filme ale Cavalerului Întunecat”. Metacritic care folosește o medie ponderată, a atribuit filmului un scor de 72 din 100, pe baza a 68 de critici, indicând „recenzii favorabile în general”. Publicul chestionat de CinemaScore a acordat filmului o notă medie de „A–” pe o scară de la A+ la F, în timp ce de la cei intervievați de PostTrak a primit un scor pozitiv de 87% (cu o medie de 4,5 din 5 stele), 71% spunând că l-ar recomanda cu siguranță.